# Tune-Yards
Tune-Yards (i eget material tUnE-yArDs) är ett amerikanskt musikprojekt av Merrill Garbus. 

## Medlemmar
Ordinarie medlemmar
- Merrill Garbus - sång, ukulele, slagverk (2006-idag)
- Nate Brenner - basgitarr (2009-idag)

Turnerande medlemmar
- Jo Lampert - sång
- Dani Markham - slagverk, sång
- Abigail Nessen-Bengson - sång
- Moira Smiley - sång
- Matt Nelson - saxofon
- Noah Bernstein - saxofon
- Kasey Knudsen - saxofon

## Diskografi
Studioalbum
- 2009 – Bird-Brains
- 2011 – w h o k i l l
- 2014 – Nikki Nack
- 2018 – I Can Feel You Creep Into My Private Life
- 2021 – Sketchy

EP
- 2009 - Bird-Droppings

Singlar
- 2009 - Hatari
- 2010 - Real Live Flesh
- 2011 - Bizness
- 2011 - Gangsta [remixes]
- 2013 - tUnE-yArDs as YOKO
- 2014 - Water Fountain
- 2014 - Wait for a Minute